# ژان-رنه برنودو
ژان-رنه برنودو (فرانسوی: Jean-René Bernaudeau‎؛ زادهٔ ۸ ژوئیهٔ ۱۹۵۶) دوچرخه‌سوار اهل فرانسه است.
از باشگاه‌هایی که در آن رکاب زده‌است می‌توان به تیم دوچرخه‌سواری رنو اشاره کرد.